# Hydrophorus pensus
Hydrophorus pensus är en tvåvingeart som beskrevs av Aldrich 1911. Hydrophorus pensus ingår i släktet Hydrophorus och familjen styltflugor. Inga underarter finns listade i Catalogue of Life.